# アンドルー・アメルス＝モリソン
アンドルー・アメルス＝モリソン（Andrew Amers-Morrison）は、イギリスの元セミプロフェッショナルサッカー選手、サッカー指導者。元サッカーセーシェル代表監督。

## 来歴
若い頃にプロサッカー選手を目指していたが、度重なる負傷により断念して少年サッカーの指導者になり、2005年にロンドンで恵まれない子供たちを支援するためのサンバ・ストリート・サッカースクールを設立した
。2009年、活動が評価され、GG2リーダーシップ&ダイバーシティ・アワードを受賞した。
2010年、セーシェルサッカー連盟がセーシェルで休暇中のアメルス＝モリソンと元マンチェスター・シティFCのアンディ・モリソンを間違えたことからサッカーセーシェル代表監督に就任した。アメルス＝モリソンは同年9月13日にマスメディアに発表され、2年契約でセーシェル代表監督に就任した。記者会見で「選手としての名声に依存して生活するためにここに来たのではない」と話した。
地元紙はアンディ・モリソンを新監督として報道し「プレミアリーグのマンチェスター・シティFCやブラックバーン・ローヴァーズFCのような最高レベルでプレーしてきた人物」と紹介した。9月15日にはセーシェルサッカー連盟のウェブサイトにも掲載されたため、アメルス＝モリソンは誤った情報が掲載されていると訴えたが、削除されなかった
。国際サッカー連盟やアフリカサッカー連盟の公式サイトでもアンディ・モリソンが監督として記載された。
ノースウィッチ・ヴィクトリアFCで助監督を務めていたアンディ・モリソンは自身がセーシェル代表監督に就任したとの報道を受けて「最初に聞いたときは笑うしかなかった」と話し、アメルス＝モリソンについては「彼は大胆不敵だ」と話した。セーシェルサッカー連盟のSuketu Patel会長は「我々は本当のアンディ・モリソンと契約したと思ったが、代わりに身分詐称者がいる」と話した。
アメルス＝モリソンは12月14日に行われたセーシェルサッカー連盟の執行委員会の前に自身の身元に関する問題における立場を明らかにした。12月15日、セーシェルサッカー連盟は地元メディアがアメルス＝モリソンをアンディ・モリソンと間違えたことから混乱が生じたとし、アメルス＝モリソンに6か月間の猶予期間が与えられ、猶予期間中のパフォーマンスで評価すると発表した。しかし、12月28日に行われた執行委員会で再検討され、12月31日の執行委員会で契約を終了することが決定された。